# Coulobres
Coulobres (okzitanisch: Colòbres) ist eine französische Gemeinde mit 371 Einwohnern (Stand: 1. Januar 2022) im Département Hérault in der Region Okzitanien. Sie gehört zum Arrondissement Béziers und zum Kanton Pézenas. Die Einwohner werden Coulobrais genannt.

## Lage
Coulobres liegt etwa zwölf Kilometer nordnordöstlich von Béziers und 20 Kilometer nordwestlich der Küstenstadt Agde am Flüsschen Lène. Umgeben wird Coulobres von den Nachbargemeinden Pouzolles im Norden, Abeilhan im Osten, Servian im Süden, Espondeilhan im Südwesten und Westen sowie Puissalicon im Westen und Nordwesten.

## Bevölkerungsentwicklung
| Jahr                       | 1962 | 1968 | 1975 | 1982 | 1990 | 1999 | 2011 | 2020 |
| Einwohner                  | 192  | 193  | 152  | 193  | 202  | 229  | 380  | 359  |
| Quellen: Cassini und INSEE |      |      |      |      |      |      |      |      |

## Sehenswürdigkeiten

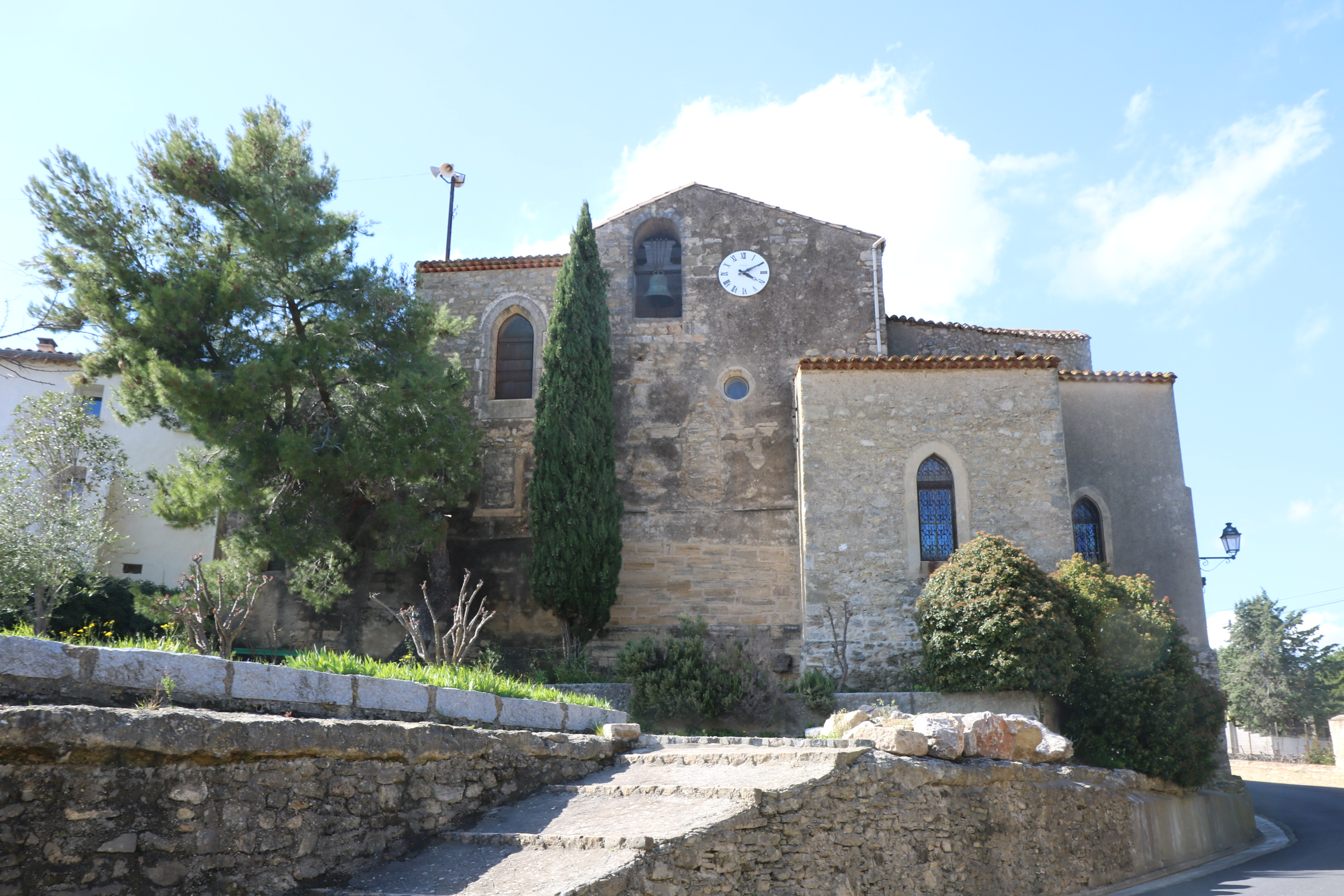
Kirche Saint-Félix-de-Gérone
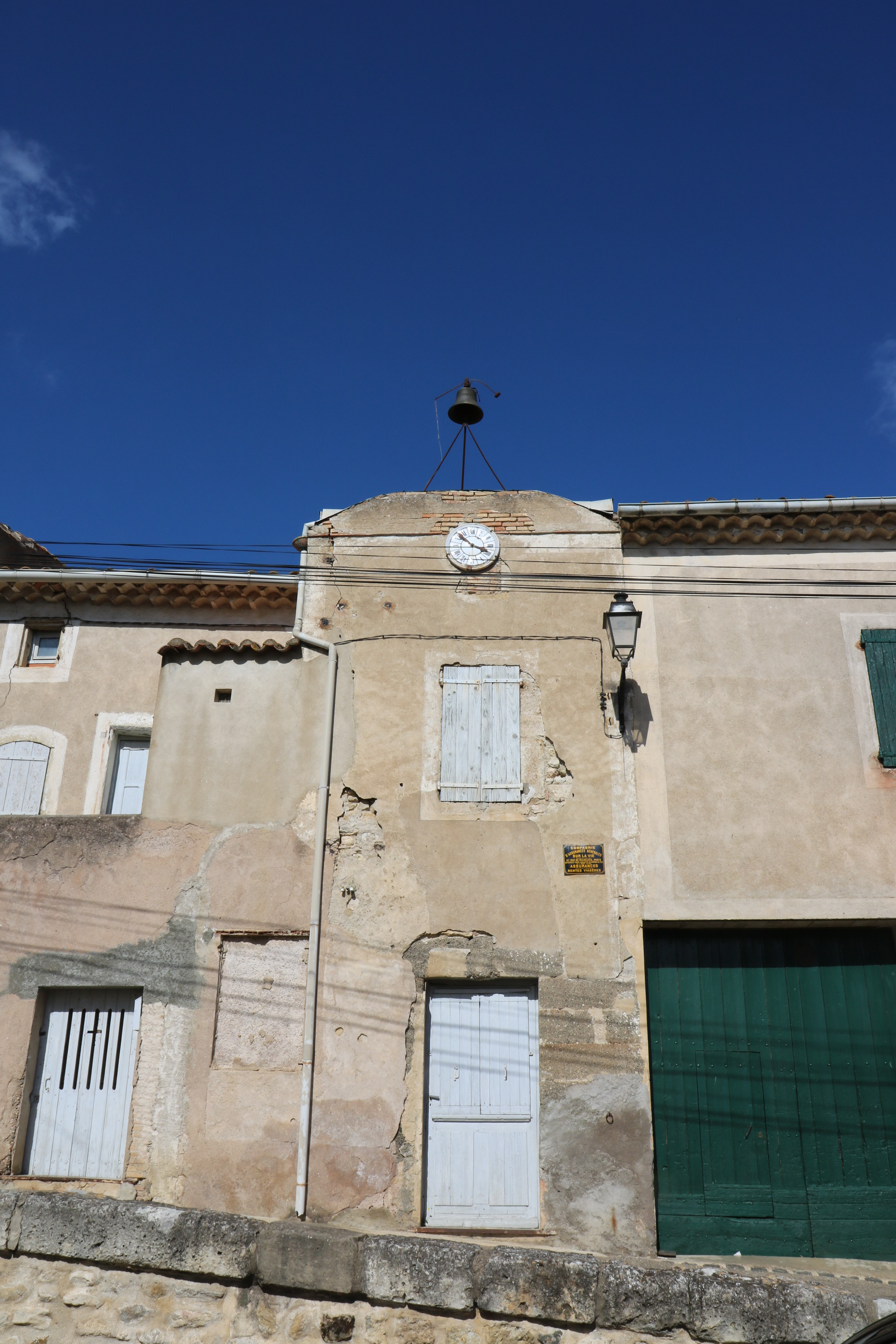
Uhrturm
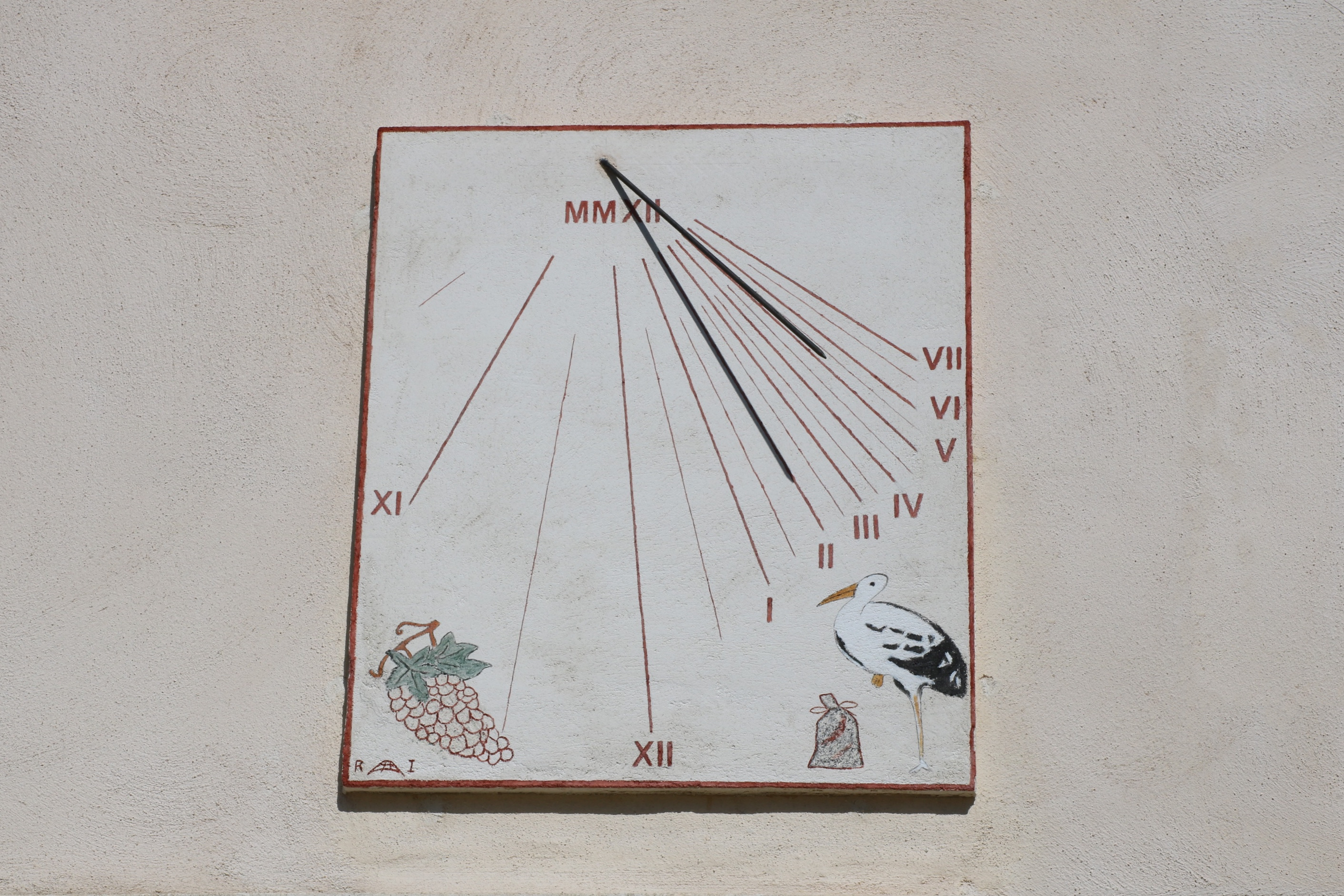
Sonnenuhr

- Kirche Saint-Félix-de-Gérone
- Uhrturm
- Sonnenuhr